# Monotretus turgidus
Monotretus turgidus és una espècie de peix de la família dels tetraodòntids i de l'ordre dels tetraodontiformes.
Poden atènyer 18,5 cm de longitud total. És un peix d'aigua dolça, de clima tropical i pelàgic.Es troba a la conca del riu Mekong i, probablement també, la del riu Chao Phraya a Àsia.
És inofensiu per als humans.